# Pobieda (zegarek)

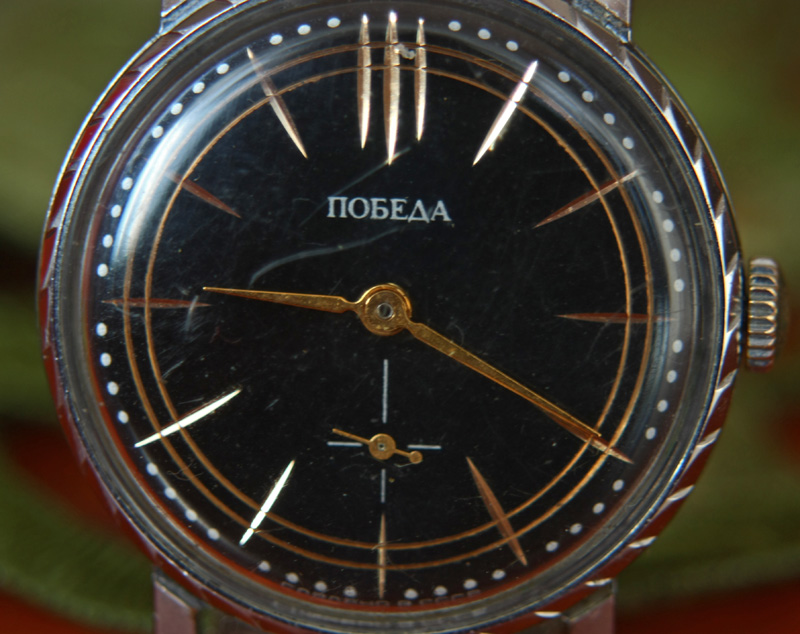
Zegarek Pobieda

Pobieda (ros. Победа; tłum. zwycięstwo) – marka radzieckich/rosyjskich zegarków, których produkcja rozpoczęła się w 1946 r. w pierwszą rocznicę zakończenia II wojny światowej w Pierwszej Moskiewskiej Fabryce Zegarków im. Kirowa. Projekt zegarka zaaprobował osobiście Józef Stalin.

## Mechanizm
Mechanizm zegarka "Pobieda" oznaczono „K-26” i był oparty na mechanizmie R26 francuskiej firmy "LiP SA d'Horlogerie" z Besançon, od której ZSRR zakupił licencję w 1936 roku. Wykonany był na 15. rubinowych kamieniach,  posiadał boczną wskazówką sekundową. Zapas chodu zegarka wystarczał na około 36 godzin jego pracy. Mechanizm  początkowo nie posiadał systemu absorpcji wstrząsów, którego celem jest zabezpieczanie czopów osi balansu przed uszkodzeniami powstałymi w wyniku przypadkowych uderzeń lub upadku zegarka na ziemię. Następcą mechanizmu "K-26" był mechanizm K-2602 i jego późniejsze modernizacje. Ostatnie partie zegarków były coraz gorszej wykonane, na co duży wpływ miały tanie zegarki z Azji. Obniżano więc koszty produkcji kosztem jakości wykonania, np. zapas chodu zegarka spadł poniżej 30 godzin.

## Historia
Pierwszy prototyp pochodzi z Fabryki Zegarków Penza z końca 1945 r. Produkcję seryjną na masową skalę rozpoczęto w 1 MCHZ im. Kirowa w marcu 1946 r.
Zegarki marki „Pobieda” produkowane były w kilku fabrykach w latach:
Penzeńska Fabryka Zegarków w Penzie ; prototypowa partia pod koniec 1945 r., i małe serie do  końca 1948 r. (w latach 1940 - 1946 była to Trzecia Państwowa Fabryka Zegarków)
Pierwsza Moskiewska Fabryka Zegarków w Moskwie  (1 MCHZ) ; 1946–1961 (od 1935 r. fabryka nosiła imię S. M. Kirowa) 
Czystopolska Fabryka Zegarków w Czystopolu ; 1949–1950
Fabryka Zegarków Pietrodworiec w Leningradzie (obecnie Petersburg) ; ok. 1949 r. (w latach 1930 - 1954 był to Pierwszy Państwowy Zakład Precyzyjnych Kamieni Technicznych (TTK-nr 1)
Zakłady im. Maslennikowa Kujbyszew (obecnie Samara) ; 1951-2002
Druga Moskiewska Fabryka Zegarków w Moskwie (2 MCHZ) ; 1953–1964
W Zakładach im. Maslennikowa w latach siedemdziesiątych aż do pierwszej połowy lat osiemdziesiątych zegarek był produkowany pod marką "ZiM". W 1985 r. w 40. rocznicę zwycięstwa, przywrócono historyczną nazwę „Pobieda” i produkowano go aż do upadku zakładów w 2002 roku. 
W 2015 roku Fabryka Pietrodworiec wznowiła produkcję kwarcowej wersji „Pobiedy” w ilości 100-150 tysięcy sztuk. Zostały one wyprodukowane w trzech odmianach: Dzień Zwycięstwa - ze wstążką Świętego Jerzego na tarczy, Krym 2014 - poświęcony uwolnieniu Krymu od faszystowskich najeźdźców w 1944 r. I "Czerwona 12" - nawiązująca do historycznego projektu zegarka z 1945 roku.